# Petrovski Prospekt

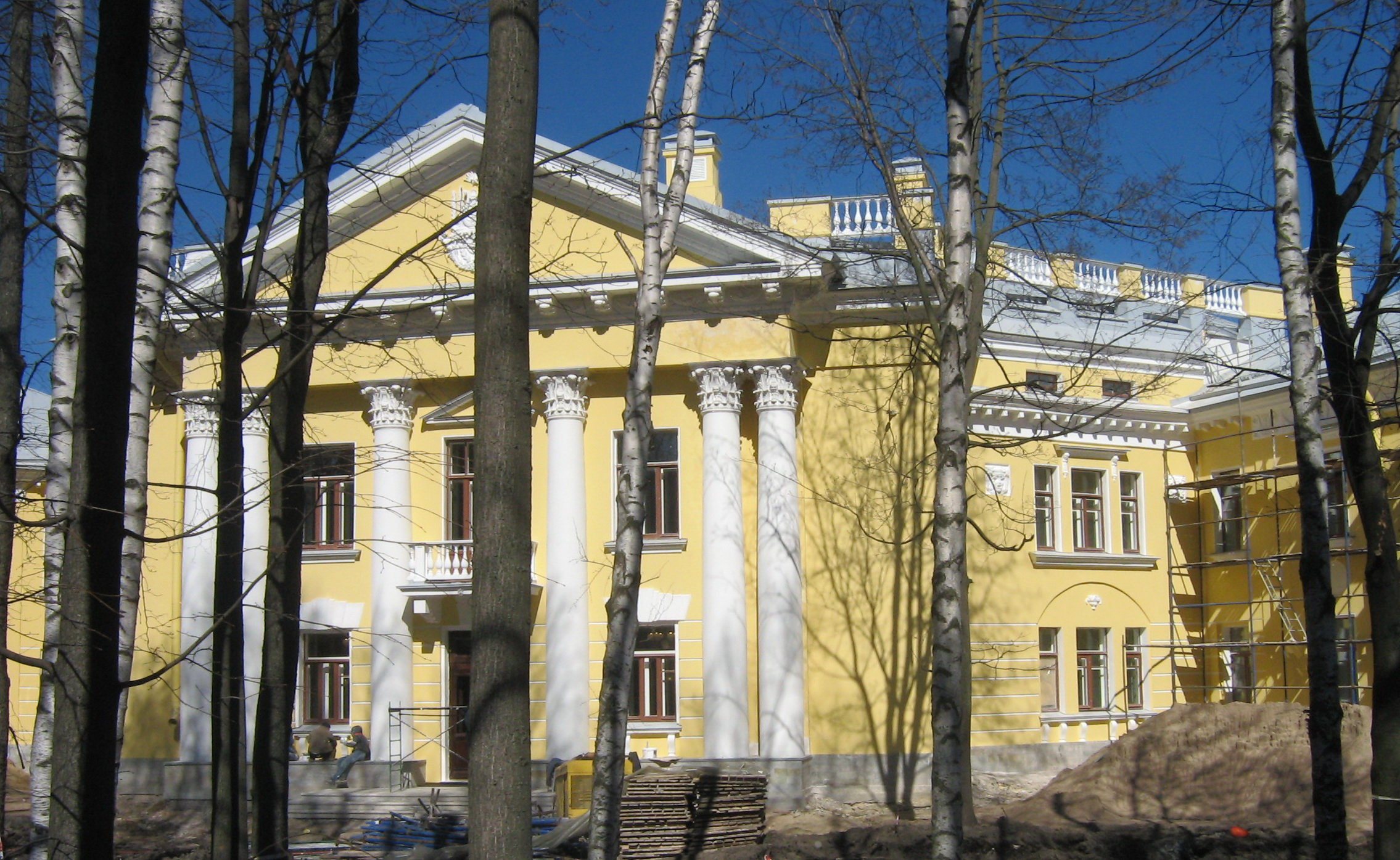
Casa veteranilor scenei, aflată de-a lungul bulevardului

Petrovski prospekt este un bulevard din cartierul istoric Mokruși al raionului Petrogradski din Sankt Petersburg, prima și singura magistrală rutieră longitudinală de pe insula Petrovski. El se întinde de la râul Jdanovka către piața Petrovskaia. În capătul vestic, situat la intersecția cu ulița Savinoi, Petrovski Prospekt continuă cu Petrovskaia kosa. Este conectat prin podul Krasnogo Kursanta de cheiul Jdanovskaia, care este, în general, paralel.

## Istoric
În cea de-a doua jumătate a secolului al XVIII-lea a fost amenajat pe insula Petrovski un parc cu aspect obișnuit. Două alei principale, una de-a lungul insulei și cealaltă de-a curmezișul ei, se intersectau într-o piață vastă de formă rotundă, în centrul căreia se afla un palat din lemn. Aleea longitudinală era continuată cu un drum care urma întreaga lungime a insulei.
Drumul care străbătea insula de la est la vest a primit în 1836 numele de Voskobelilnaia ulița (în rusă Воскобелильная улица) după fabrica de ceară care se afla acolo. În 1849 Voskobelilnaia ulița și aleea longitudinală a parcului au primit numele modern de Petrovski Prospekt.

## Intersecții
Petrovski Prospekt intersectează de la est la vest (în sensul creșterii numerelor imobilelor) următoarele străzi:
- Remeslennaia ulița — o intersectează de la sud la nord;
- Piața Petrovskaia (Petrovskaia ploșcead) — de aici pornesc ulița Savinoi (spre nord) și Petrovskaia kosa (spre vest)

## Transport
Cea mai apropiată stație de metrou de Petrovski Prospekt este „Sportivnaia” (la aproximativ 650 m în linie dreaptă de la începutul bulevardului). Până la stația „Cikalovskaia” sunt aproximativ 900 m în linie dreaptă de la începutul bulevardului, iar până la stația „Krestovski ostrov” sunt aproximativ 1100 m în linie dreaptă de la capătul bulevardului. Aceste stații se află pe linia de metrou nr. 5.
Pe porțiunea Petrovski Prospekt cuprinsă între Remeslennaia ulița și ulița Savinoi circulă troileibuze (traseul nr. 7), precum și autobuzele de pe ruta publică nr. 14 și ruta comercială К321.
În perioada 1933—1946 trecea o linie de tramvai pe porțiunea Petrovski Prospekt dintre Remeslennaia ulița și Piața Petrovskaia.

## Obiective de importanță socială
- Parcul Petrovski cu iaz;

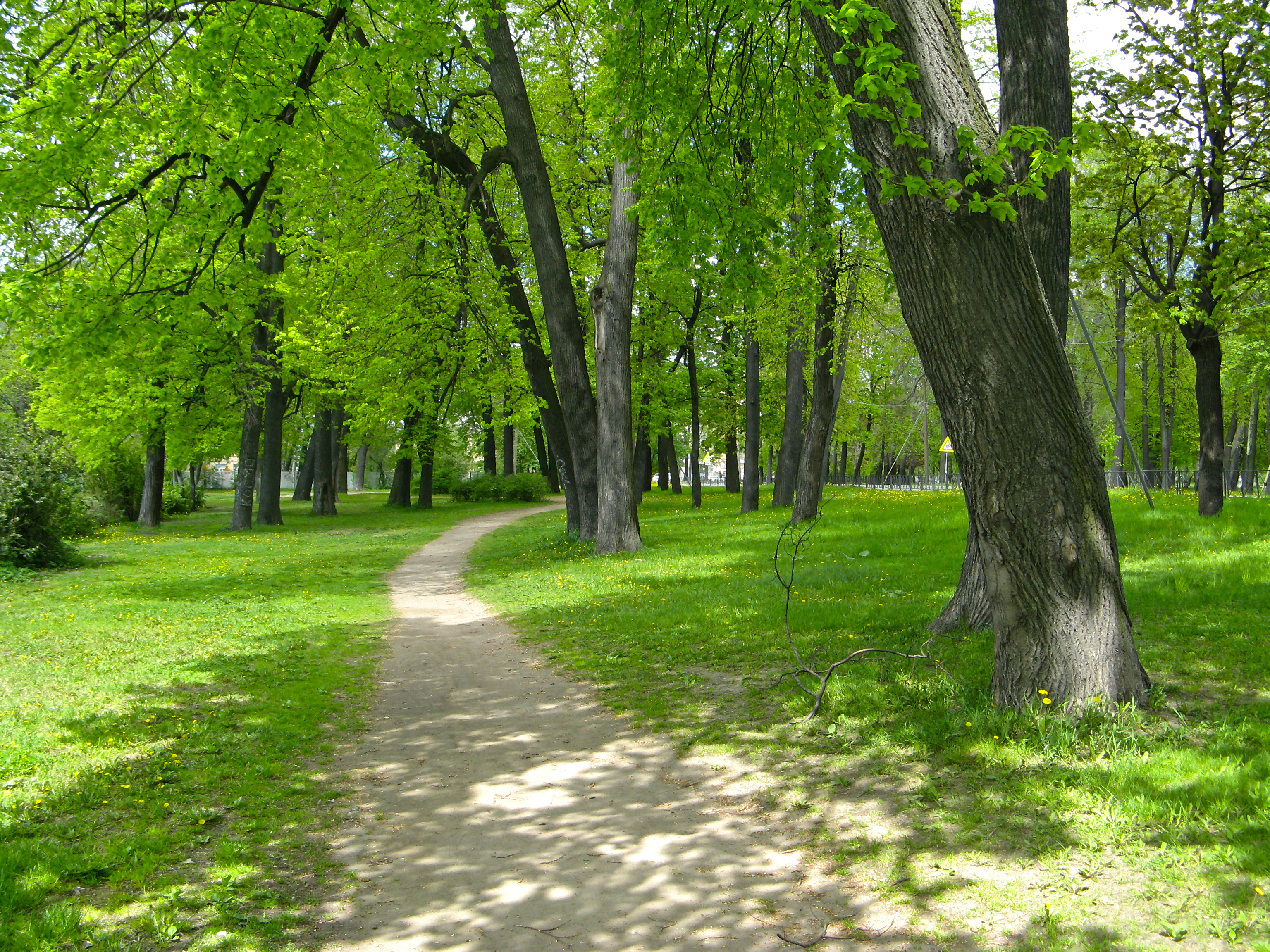
Parcul Petrovski

- grădinița de copii nr. 77 — imobilul de la nr. 10;
- grădinița de copii nr. 96 — imobilul de la nr. 12;
- centrul de gimnastică artistică „Jemciujina” — imobilul de la nr. 16;
- depozitul de malț al fabricii de bere „Bavaria” (arhitect L.A. Serk) — imobilul de la nr. 9; clădire din patrimoniul cultural nr. 7801097000
- fabrica „Kanat” — imobilul de la nr. 20;
- compania de construcții navale „Almaz” — imobilul de la nr. 26;
- Casa veteranilor scenei (în Piața Petrovskaia) — imobilul de la nr. 13 / ulița Savinoi nr. 1; clădire din patrimoniul cultural nr. 7810386000

## Legături externe
- Петровский пр., улицы Санкт-Петербурга, фотографии домов и архитектура, pe Citywalls.ru